# Ayhan Salar

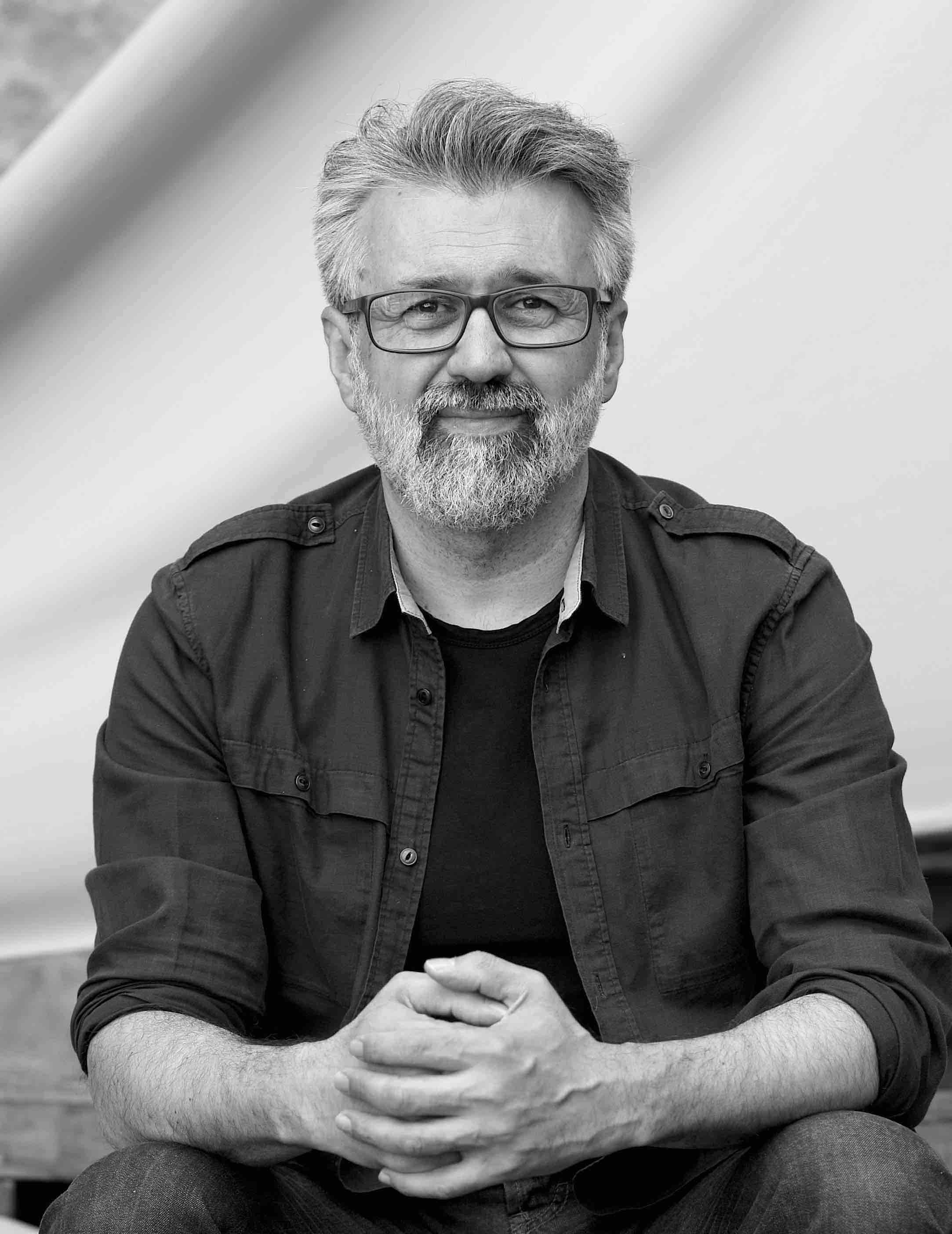
Ayhan Salar

Ayhan Salar (* 1967 in Izmir, Türkei) ist ein deutscher Autor, Regisseur, Kameramann und Kurator türkischer Herkunft.

## Leben
Nach dem Studium der Kulturwissenschaften und Philosophie an der Universität Bremen und einem Studium in der Filmklasse der HdK Bremen arbeitete Salar als Produktionsassistent beim Bremer Institut Film/Fernsehen. Ab 1994 war er als freier Kameramann für Radio Bremen, NDR und ZDF tätig. Daneben ist er Autor und Regisseur von diversen Kurzspielfilmen und Dokumentarfilmen, in denen er u. a. auch Migration thematisiert. Seine Frühwerke In fremder Erde und Totentraum (1995), der auf dem 11. Hamburger Kurzfilmfestival den Förderpreis der Firma Film & Video Print Berlin/Hamburg erhielt, sind diesbezüglich heute noch aktuell. Neuere Produktionen des Filmemachers sind der Kurzspielfilm Frizör (2003), die Dokumentation Abgedreht (2002) und der Spielfilm Eşik (2016).
Seit 2010 ist Salar als Produzent, Autor und Kameramann für internationale Spielfilmproduktionen tätig. 
Er ist Mitglied der Europäischen Filmakademie EFA. Neben seiner Tätigkeit als Filmemacher ist er auch als Kurator für Museen, Filmfestivals und Filmreihen tätig, wie das Altonaer Museum, das Ostfriesische Landesmuseum Emden, die Film Altonale und das Filmfestival Türkei/Deutschland. 

## Auszeichnungen
- Kodak Price „Best Cinematographer“ ASPEN, USA 2007
- Publikumspreis „Made in Germany“ 19. Int. Kurzfilm Festival Hamburg 2003
- Spezial Preis der Jury Türkei-Deutschland Filmtage Nürnberg  2003
- FBW Prädikat:  Besonders Wertvoll 1999
- Spezial Preis der Jury Türkei - Deutschland Filmtage Nürnberg 1997
- FBW Prädikat: Besonders Wertvoll 1995
- 1. Preis "Made in Germany"  Kurzfilmtage Hamburg 1995
- 1. Preis  Türkei - Filmtage Nürnberg 1995